# Détroit de Juan de Fuca
Pour les articles homonymes, voir Juan de Fuca (homonymie).
Le détroit de Juan de Fuca est un détroit de la côte Nord-Ouest Pacifique en Amérique du Nord, qui sépare le Sud de l'île de Vancouver de la péninsule Olympique. Il constitue le principal accès vers l'océan Pacifique depuis la mer des Salish, elle même étant l'exutoire du détroit de Géorgie et du Puget Sound. La frontière maritime entre le Canada et les États-Unis se situe au centre du détroit, séparant la province de Colombie-Britannique de l'État de Washington.
Il fut nommé en 1787 par Charles William Barkley, marchand de fourrures, capitaine de l'Imperial Eagle, pour honorer Juan de Fuca, navigateur grec qui participa à une expédition espagnole en 1592 à la recherche du légendaire détroit d'Anián. Le détroit a été exploré en détail entre 1789 et 1791 par Manuel Quimper, José María Narváez, Juan Carrasco, Gonzalo López de Haro et Francisco de Eliza.

## Différend frontalier
Ce détroit fait l'objet d'un différend sur la frontière maritime entre le Canada et les États-Unis. La frontière maritime dans le détroit n'est pas contestée. Les deux gouvernements ont proposé une limite fondée sur le principe de l’équidistance, mais avec des repères géographiques de base différents, ce qui entraîne de petites variations sur la ligne frontalière. La résolution du problème devrait être simple, mais elle a été entravée parce qu’elle pourrait influencer d'autres questions de frontières maritimes non résolues entre le Canada et les États-Unis. De plus, le gouvernement de la Colombie-Britannique a rejeté deux propositions équidistantes, soutenant plutôt que le canyon sous-marin Juan de Fuca est une limite géomorphologique et physiogéographique plus appropriée. La position de la Colombie-Britannique repose sur le principe du prolongement naturel qui a été développé en droit international. Cela met le gouvernement fédéral du Canada face à un dilemme : s’il soutient que le principe du prolongement naturel s’applique au canyon Juan de Fuca sur la côte de l’océan Pacifique, il mine l’argument qu’il utilise dans le différend frontalier du golfe du Maine sur la côte atlantique, où il privilégie un résultat fondé sur le principe de l'équidistance.

## Source
- (en) Cet article est partiellement ou en totalité issu de l’article de Wikipédia en anglais intitulé « Strait of Juan de Fuca » (voir la liste des auteurs).